# Elysia (gruppo musicale)
Gli Elysia sono un gruppo statunitense deathcore di Sacramento, California, inizialmente chiamati Elysium's Revenge. Si sono formati nel 2003, e hanno realizzato tre EP, due album in studio e un demo come Elysium's Revenge. Hanno completato due tour americani, nonostante continui cambi di formazione. Nel 2008 si sono sciolti, e il cantante Zak Vargas si rifiuta di parlare ancora del gruppo.
Hanno fatto tour e concerti con molti gruppi, inclusi gli Arsonists Get All the Girls, Knight Of The Abyss, Catherine, Emmure, Heavy Heavy Low Low, Impending Doom, Killwhitneydead, Suicide Silence e This Is Hell (gruppo musicale)This Is Hell. Hanno anche suonato al Saints & Sinners Festival nel 2007. Gli Elysia sono in stretti contatti con gli Knight Of The Abyss e gli Arsonists Get All the Girls; Zak Vargas canta nella canzone Decaying Waste del album Juggernaut dei Knight of The Abyss.

## Storia

### Formazione e anni recenti
Chiamati inizialmente Elysium's Revenge, gli Elysia si sono formati nel 2003, mentre i componenti erano al secondo anno di liceo. Il gruppo ha acquisito notorietà nell'area di Shingle Springs. Verso la fine del 2003 hanno accorciato il nome in Elysia e hanno aggiunto un secondo cantante, Justin Chambers, che li ha aiutati a registrare il loro primo Ep. Alcuni mesi dopo hanno registrato Incinerate, una canzone che è diventata un punto fermo della loro scaletta. Nella primavera del 2004 hanno registrato un secondo Ep. Al concerto di pubblicazione per questo Ep si sono esibiti Suffokate e The Frontlines. In estate e autunno registrano altre due canzoni, Triumph e Filthy.

### Masochist
Nel 2006 registrano il loro primo album, Masochist. Inizialmente previsto per essere commercializzato su This City Is Burning Records, a causa di problemi insorti è stato pubblicato indipendentemente. È in questo periodo che cominciarono a diventare più conosciuti, grazie a un tour con i Killwhitneydead.
Karem Yildirimer lasciò la band per trasferirsi a San Diego. Dopo diversi cambi di formazione, fanno un lungo tour lungo la West Coast. Nell'estate 2007 la band prevede di ri-registrare l'album di debutto e di pubblicarlo con la Tribunal Record, con Jamie King come produttore. Tuttavia, Joey Rommel, il batterista dell'epoca, lascia la band prima di entrare in studio di registrazione. Così non hanno mai ripubblicato l'album.
Trovano il batterista Jacob Durrett per fare un tour di dieci giorni con Impending Doom e Moria. Ritornati a casa arruolano Steven Sessler come batterista. Alex Porte lascia la band nell'estate del 2007, meno di un mese prima che inizino il loro primo tour negli Stati Uniti. Con Zack Vargas unico membro originale, la band quasi si scioglie, ma continua per obblighi contrattuali. Fanno un tour con Knight of The Abyss e Arsonists Get All the Girls. Nel punto più basso della loro carriera, quando rischiano di sciogliersi definitivamente, gli Elysia firmano per la Ferret Records. In un giorno firmano firmano tre mini-tour, e il giorno d'inizio Mark Underwood, rimpiazzo di Alex Porte, lascia la band. Ancora una volta il futuro della band è in gioco, ma l'agente di Zak si impegna a proseguire e trovano un chitarrista di rimpiazzo. Per salvare la band, dopo il mini-tour Zak chiama Garret Gilardi, un amico del liceo, a unirsi nuovamente al gruppo, e Jon Malinowski di nuovo come bassista.

### Lion of Judas
Nel dicembre 2007 la band inizia a scrivere il secondo album, Lion of Judas, pubblicato dalla Ferret Records. Considerano la loro nuova musica come "una nuova era per gli Elysia, quindi non aspettatevi la stessa band". Fanno un tour con i This Is Hell, che si conclude con un viaggio a Salem, Massachusetts, dove registrano l'album con Kurt Ballou in una settimana. A causa di problemi medici di Zak non hanno partecipato al tour con Shai Hulud e Full Blown Chaos.

### Scioglimento
Dopo aver rinunciato all'ultimo tour, ci sono stati accenni circa il loro stato incluso il design della pagina MySpace rimosso e il blog di Zak che parlava di rottura. Si sono sciolti nel 2008. Attualmente i vari membri Zak, Steven e Garrett stanno lentamente lavorando ad un nuovo progetto musicale.

## Stile musicale
I testi degli Elysia coprono una vasta gamma di argomenti, dall'anti-omofobia ai diritti delle donne. La band ammette che a volte hanno difficoltà a ritrarre con precisione le cose che vogliono trasmettere, soprattutto a causa dell'immaturità. Per esempio, i testi delle canzoni "Incinerate" e "Filthy" hanno portato delle critiche alla band. Inoltre gli è stato proibito di suonare in alcuni luoghi a causa del contenuto violento dei testi. Il loro sound ha abbracciato diversi generi, dall'hardcore al metal. Il materiale iniziale, incluso Masochist, è stato in stile deathcore. Il loro secondo e ultimo album, Lion of Judas, è in uno stile che ricorda il suono hardcore degli anni 90.

## Discografia

### Come Elysium's Revenge
- (2003) - Demo

1. "Death To A Demon"
2. "Copulation"

### Come Elysia
- (2003) - Demo

1. "Lust Was Heart"
2. "Killing Grounds"

- (2004) - Killing Grounds EP

1. "Intro - Catharsis"
2. "Prayer For The End"
3. "King Of The Hill"
4. "Lust Was Heart"
5. "Killing Grounds"

- (2004) - 04 Demo

1. "Incinerate"
2. "Massacre"
3. "Skirmish"
4. "Triumph" (aggiunto nel demo del 2005)

- (2005) - Tease Her, Please Her, Stick Her In The Freezer

1. "Filthy"
2. "Triumph"
3. "Incinerate"

- 2006 - Masochist (autoprodotto, poi ripubblicato dalla Ferret Records)
- 2008 - Lion of Judas (Ferret Records)

## Formazione

### Formazione attuale
- Zak Vargas - voce
- Garrett Gilardi - chitarra
- Alex Solares - batteria
- Chris Cain - chitarra
- Jon Malinowski - basso

### Ex componenti
- Justin Chambers - voce, tastiere
- Alex Porte - chitarra
- Andre Vocino - chitarra
- Danny Lomeli - chitarra
- Mark Underwood - chitarra
- Jon Malinowski - basso
- Jeremy Chavez - basso
- Pat Guild - basso
- Kevin Marquez - batteria
- Joey Rommel - batteria
- Steven Sessler - batteria